# Kunbaja
Kunbaja è un comune dell'Ungheria di 1 802 abitanti (dati 2005). È situato nella contea di Bács-Kiskun.